# Agash
Agash (avestisch „böser Blick“) ist eine Dämonin aus der Persischen Mythologie. Der Dämon gehört zu der Gruppe der Daevas und ist die Personifizierung der Schäden und Flüche, die man durch den Sehsinn anrichten und erleiden kann. Mit Hilfe dieses bösen Blickes können Krankheiten und Pechsträhnen verursacht werden. Sie bringt Leid, Krankheit und Tod über die Menschen, weshalb sie in der altiranischen Mythologie das Prinzip „Verderben“ verkörpert.
Sie ist auch eine der sieben Drugs oder Drujs, Erzdämonen, die Ahriman dienen.
Der „böse Blick“ kann ohne eigenes Zutun oder in vollem Bewusstsein des Opfers, dessen Blick er kreuzt, sogar dessen Tod verursachen.

## Weitere Bedeutung
Das arabische Wort Agash wurde auch in der ehemals größten offenen Drogenszene Europas im Zürcher Bahnhof Letten als Warnruf vor der Polizei verwendet.